# Matthias Kurth
Matthias Kurth (* 19. Februar 1952 in Heidelberg) ist ein deutscher Jurist und Politiker (SPD). Er war von 2001 bis Februar 2012 Präsident der Bundesnetzagentur für Elektrizität, Gas, Telekommunikation, Post und Eisenbahnen (vorher Regulierungsbehörde für Telekommunikation und Post). Seit Oktober 2012 ist Kurth Aufsichtsratsvorsitzender im europäischen Kabelfernsehverband Cable Europe.

## Ausbildung und juristische Tätigkeit
Kurth studierte ab 1971 an der Universität Frankfurt Rechtswissenschaften und Volkswirtschaftslehre. 1976 legte er sein erstes juristisches Staatsexamen ab, 1978 sein zweites Staatsexamen, beide mit Prädikat „gut“. Er war ab 1978 Richter am Landgericht Darmstadt. Von 1980 bis 1994 arbeitete er als Rechtsanwalt.

## Politische Karriere
Kurth trat 1968 der SPD bei. In den 1970er Jahren übte er verschiedene Ämter in der Partei aus und wurde 1978 in den Hessischen Landtag gewählt, dem er bis 1994 als Abgeordneter angehörte. Er war Mitglied in verschiedenen Ausschüssen des Landtags, ab 1991 stellvertretender Vorsitzender der SPD-Fraktion und im Präsidium des Landtags. Kurth kandidierte stets im Wahlkreis Offenbach Land I, wurde aber meistens über die SPD-Landesliste gewählt. Lediglich bei der Landtagswahl in Hessen 1983 konnte er dem CDU-Kandidaten Claus Demke das Direktmandat abnehmen.
Von 1994 bis 1999 war er Staatssekretär im hessischen Wirtschaftsministerium. Hier kam er erstmals mit der Regulierung von (Telekommunikations-)Netzen in näheren Kontakt. So vertrat er das Land Hessen im Regulierungsrat für das Post- und Fernmeldewesen und war zeitweise Vorsitzender der Amtschefkonferenz der Wirtschaftsminister von Bund und Ländern. Auch dem Ausschuss der Regionen der Europäischen Union gehörte Kurth für das Land Hessen an, ebenfalls mit Schwerpunkt auf Netzen und Telekommunikation. Er war auch Mitglied im Verwaltungsrat der Deutschen Ausgleichsbank.

## Amt in der Regulierungsbehörde
1999 wechselte Kurth zur COLT Telecom GmbH (heute Colt Technology Services GmbH). Im März 2000 wurde er zum Vizepräsidenten der Regulierungsbehörde für Telekommunikation und Post berufen. Am 9. Februar 2001 folgte er auf Vorschlag der Bundesregierung im Einverständnis mit der Opposition dem ausscheidenden Klaus-Dieter Scheurle als Präsident der Behörde nach.
Seine Behörde sorgte in den ehemaligen Monopolmärkten für mehr Wettbewerb, und seine Amtsführung gilt allgemein als erfolgreich. Kurths Vertrag wurde zum 1. März 2007 um fünf Jahre verlängert. Unterdessen wurde seine Behörde mit der Regulierung der Sektoren Elektrizität, Gas und Eisenbahnen betraut und am 13. Juli 2005 in Bundesnetzagentur umbenannt.
Im Frühjahr 2005 wurde er von der Europäischen Union als Kandidat für die Position des Generalsekretärs der Internationalen Fernmeldeunion (ITU) nominiert. Bei der Wahl im November 2006 unterlag er allerdings Hamadoun I. Touré.
Im Telekommunikationsbereich hat Kurth die Entwicklung von nachhaltigem Wettbewerb durchgesetzt, so dass Kunden von einer großen Angebotsvielfalt profitieren können. Seine Behörde hat dies gegen den Widerstand der etablierten Unternehmen durchgesetzt und hat dabei immer auch die Interessen der Verbraucher im Blick. Damit die Telekommunikationsnetze dem ständigen Datenzuwachs weiterhin gewachsen sind, setzt Kurth sich für den Ausbau flächendeckender Breitbandnetze ein. Er hat im Frühjahr 2010 zudem neue Mobilfunkfrequenzen versteigert, um insbesondere auch den flächendeckenden Ausbau des neuen Mobilfunkstandards Long Term Evolution (LTE) zu fördern.
Im Zuge des Ausstiegs aus der Kernenergie („Atomausstieg“) wurden der Behörde zudem umfangreiche Zuständigkeiten zur Beschleunigung des Hochspannungsnetz-Ausbaus übertragen.
Kurth betont, dass ein frühzeitiger Dialog mit den Anwohnern deren Bereitschaft erhöhen kann, Maßnahmen auch in ihrem unmittelbaren Umfeld zu akzeptieren oder zu tolerieren.  Die Bundesnetzagentur hatte im Rahmen der Energiewende 2011 auch zu untersuchen, ob die Stromversorgung nach der Abschaltung von acht Kernkraftwerken sichergestellt werden kann. Gleichzeitig hat Kurth regelmäßig betont, dass die Energiewende eine Aufgabe ist, die noch Jahrzehnte in Anspruch nehmen wird. Sie verneinte die Frage, ob es nötig sei, eins der acht abgeschalteten Atomkraftwerke als Kaltreserve in einem Standby-Modus zu behalten.
Seit Beginn seiner Amtszeit ist Kurth für die Sektoren Telekommunikation und elektronische Kommunikation Mitglied in der Independent Regulators Group (IRG) und der European Regulators Group (ERG), deren Vorsitzender er 2001 und 2009 war. 2010 war er stellvertretender Vorsitzender des neu gegründeten Gremiums Europäischer Regulierungsstellen für elektronische Kommunikation (GEREK) und ist seit 2011 Gründungsvorsitzender der Independent Regulators Group - Rail (IRG-Rail), der Vereinigung der europäischen Eisenbahnregulierer. Im Bereich der Energieregulierung ist Kurth zudem Mitglied im Council of European Energy Regulators (CEER) und bis zu ihrer Auflösung zum 1. Juli 2011 in der European Regulators Group for Electricity and Gas (ERGEG).
Zum 1. März 2012 schied Kurth aus seinem Amt als Präsident der Bundesnetzagentur aus. Sein Nachfolger war der vorherige Staatssekretär Jochen Homann.

## Wissenschaftliche Aktivitäten
Kurth war stellvertretender Vorsitzender des Aufsichtsrats des Wissenschaftlichen Instituts für Infrastruktur und Kommunikationsdienste (WIK), Lehrbeauftragter an der Rheinischen Friedrich-Wilhelms-Universität in Bonn und Senior Research Fellow an der Columbia University in New York.